# Barry McElduff
Columba Barry McElduff (en irlandais : Colmcille Barra Mac Giolla Dhuibh  né le 16 août 1966) , est un homme politique irlandais du Sinn Féin. Il est député de la circonscription du Parlement britannique de West Tyrone. Il est également membre de l'Assemblée d'Irlande du Nord depuis sa création en 1998 jusqu'à son élection en tant que député en 2017. Il démissionne de son siège le 16 janvier 2018 après avoir publié une vidéo qui se moquait du massacre de Kingsmill.

## Jeunesse
McElduff est né le 16 août 1966 dans le comté de Tyrone, en Irlande du Nord, et grandit dans la ville d'Aghagogan. Il fait ses études à la Christian Brothers Grammar School à Omagh, avant de fréquenter l'Université Queen's de Belfast . Il est un militant républicain irlandais du Sinn Féin.

## Carrière
En 1992, McElduff est condamné à 18 mois de prison avec sursis pour avoir aidé l'Armée républicaine irlandaise provisoire (IRA) dans le faux emprisonnement d'un informateur de police présumé .
Aux élections générales de 1992, il se présente sans succès à Mid Ulster. Il est élu au Forum d'Irlande du Nord pour la circonscription de West Tyrone en 1996, et occupe ce siège à l'Assemblée d'Irlande du Nord jusqu'en 2017.
McElduff préside la commission de la culture, des arts et des loisirs de l'Assemblée et siège à d'autres commissions, notamment le cabinet du premier ministre et vice-premier ministre, Éducation et emploi et apprentissage.
En 2000, McElduff est élu au conseil de district d'Omagh. En 2012, McElduff et Lord Laird se rendent en Écosse pour en savoir plus sur l'indépendance potentielle de l'Écosse. Aux élections législatives anticipées du 8 juin 2017, il devient député  de West Tyrone .
McElduff est connu pour avoir joué des comédies lors des événements du Sinn Féin et, en 2015, il donne un concert debout à Omagh. Il est également connu pour avoir publié des vidéos comiques sur les réseaux sociaux . McElduff publie deux livres : Keep er' Lit (2012) contient des histoires courtes et des anecdotes de ses expériences de républicanisme, de jeux gaéliques et d'activisme communautaire, tandis que Sustain the Flame (2015) revient sur ses incursions dans les médias sociaux. 
Le 5 janvier 2018, McElduff tweete une vidéo de lui-même dans un magasin avec une miche de pain Kingsmill sur la tête, demandant où le magasin gardait son pain. Comme cela coïncidait avec le 42e anniversaire du massacre de Kingsmill - où des républicains ont assassiné dix civils protestants - les unionistes l'ont accusé de se moquer du massacre et la vidéo est largement critiquée, y compris par les nationalistes. La chef du Parti unioniste démocrate, Arlene Foster déclare que "la moquerie est dépravée" et qualifie la vidéo d'"inhumaine". McElduff la supprime et s'excuse, affirmant qu'il ne faisait pas allusion au massacre et proposait de rencontrer les familles des victimes . Le 8 janvier, le Sinn Féin s'excuse pour les actions de McElduff, condamne la vidéo et le suspend du Sinn Féin pendant trois mois. McElduff annonce le 15 janvier qu'il démissionne de son siège.